# Wölbstrukturieren
Das Wölbstrukturieren ist ein Verfahren der Umformtechnik, mit dem wahlweise viereckige oder sechseckige dreidimensionale Strukturen in dünnwandige Materialien, wie Blech, Kunststofffolie, Pappe und Papier, eingebracht werden. Es hebt sich von den konventionellen Verfahren der Blechumformung (z. B. Einprägen, Sicken, Hydroforming) durch einen energieminimierten Selbstorganisationsprozess ab, der besonders material-, energie- und ressourcenschonend ist. Die wichtigste Eigenschaft einer Wölbstruktur ist eine erhöhte Steifigkeit (Biege- und Beulsteifigkeit).

## Phänomen der viereckigen Wölbstrukturierung
Für das Grundverfahren des Wölbstrukturierens benötigt man lediglich einen dünnwandigen Zylinder und starre Stützringe, die auf der Zylinderinnenseite eng anliegen. Wird der Zylinder mit einem Außendruck beaufschlagt, muss das Material zwischen den Stützringen nach innen ausweichen. Nach Überwindung eines Instabilitätspunktes bilden sich spontan viereckige Wölbstrukturen. Im Fachjargon wird der Effekt auch Durchschlagen von Beulen genannt. Die umlaufenden, geraden Falten entstehen durch Abformen der Stützringe, wogegen sich die versetzen axialen Falten ohne hinterliegenden Werkzeugeingriff von ganz von selbst (Selbstorganisation) und zugleich gleichmäßig versetzt einstellen.
a) Stützringe; b) überstülpte Zylinderschale bei geringem Druck; c) Viereckige Wölbstruktur

## Evolutionäre Entwicklung zur hexagonalen Wölbstruktur
Auf der Suche nach neuen und besseren Wölbstrukturen wurde eine evolutionäre Vorgehensweise gewählt. Je mehr Freiheit dem Material gegeben wird sich zu verformen, umso mehr bildet sich die Form eines Wabenmusters. Das Wabenmuster weist eine symmetrische Anordnung der Falten auf, und so wird das dünnwandige Material wesentlich besser isotrop versteift.

## Kontinuierliche Fertigung von wölbstrukturierten Materialien
In analoger Weise, wie die hexagonalen Wölbstrukturen in axialer Richtung entstehen (siehe Strukturbildung von oben nach unten in der Animation), existiert durch Modifikation auch eine Strukturbildung in Umfangsrichtung. Dies führte zur Entwicklung eines kontinuierlichen Wölbstrukturierungsprozesses zur Herstellung von Tafeln oder Bändern.

## Eigenschaften wölbstrukturierter Materialien
Durch höhere Formsteifigkeit zur Gewichtsreduzierung:
Beim Wölbstrukturieren entstehen mehrdimensionale Versteifungen, die dem Werkstoff eine allseitig hohe Biege- und Beulsteifigkeit verleihen. Bauteile aus z. B. Metall, Kunststoff oder fasrigen Stoffen können deshalb – bei gleicher Funktionalität – materialsparend eingesetzt werden. Dadurch reduziert sich gleichzeitig das Transportgewicht.
Weniger Geräusche durch verminderten Körperschall:
Im Vergleich zum glatten Ausgangsmaterial werden infolge der versteifenden Strukturen bei einer akustischen Anregung die tiefen Eigenfrequenzen hin in den höheren Frequenzbereich verschoben. Auf diese Weise wird das unangenehme Dröhnen dünnwandiger Bauteile (z. B. Klimakanäle oder Fassadenelemente) vermindert. Gleichzeitig weist das wölbstrukturierte Material dämpfende Eigenschaften auf, wodurch sich die Abstrahlung des Körperschalls reduziert.
Vollständiger Erhalt der Oberflächengüte:
Wölbstrukturieren schont nicht nur den Werkstoff, sondern auch dessen Oberfläche, weil beim Strukturierungsprozess kein herkömmlicher, flächiger Werkzeugeingriff stattfindet. Das Ausgangsmaterial kann deshalb bereits vor dem Strukturieren eine hochwertige Oberflächenbehandlung wie z. B. Lackieren, Eloxieren oder Beschriften erfahren. Das ist wirtschaftlicher und schont zugleich die Umwelt.
Design und quasi blendfreie Lichtreflexion:
Neben dem bionisch wirkenden Design, zerlegen verspiegelte Wölbstrukturen das Licht in viele kleine Punkte und ergeben so eine blendfreie Reflexion.
Verbesserte Wärmeübertragung:
Wölbstrukturen, z. B. eingesetzt in Wärmetauscherwänden, verbessern den Wärmeübergang bei der Umströmung mit einem Fluid. Das geschieht aufgrund sich ständig neu aufbauender Verwirbelungen (Turbulenzen) des Fluids an den versetzt angeordneten Wölbstrukturen. Weil die Wölbstrukturen keine scharfe Kanten aufweisen und infolge der gleichmäßig versetzen Anordnung der Strukturen der mittlere hydraulische Strömungsquerschnitt in einem Rohr exakt gleich bleibt, wird der Druckverlust gegenüber der glatten Wand nur vergleichsweise gering ansteigen.

## Produkte
Die Wölbstruktur hat in unterschiedlichsten Branchen bereits Eingang gefunden: z. B. Waschtrommeln von Waschmaschinen, Fassaden und Dachelemente, Reflektoren der Beleuchtungstechnik oder Dünnwandige Vakuumrohre des Deutschen Elektronen-Synchrotrons (DESY).